# Shoma Mizunaga
Shoma Mizunaga (水永 翔馬 Mizunaga Shoma?, Miyazaki, 22 de mayo de 1985) es un exfutbolista japonés que jugaba como delantero.

## Trayectoria

### Clubes
| Club                         | País  | Año       |
| ---------------------------- | ----- | --------- |
| Honda Lock                   | Japón | 2004-2010 |
| V-Varen Nagasaki             | Japón | 2011-2014 |
| Zweigen Kanazawa (cedido)    | Japón | 2014      |
| Zweigen Kanazawa             | Japón | 2015-2017 |
| Giravanz Kitakyushu (cedido) | Japón | 2017      |
| Tegevajaro Miyazaki          | Japón | 2018-2021 |